# Унеховский, Богуслав Александр
Богуслав Александр Унеховский (Униховский) (лит. Boguslavas Aleksandras Unichovskis) — государственный деятель Речи Посполитой.
Дата рождения не известна.
С 1678 года был писарем земским Новогрудским, а с 1687 года — маршалком Главного Трибунала Великого княжества Литовского (функции которого повторно исполнял в 1696 году).
В 1689 году получил должность воеводы Троцкого. На сейме 1690 года был избран комиссаром фильскального трибунала и по зарплате войску литовскому.
Владел местечком Добровляны на Виленщине.
Умер 22 мая 1697 года.